# Basilica santuario dei Santi Vittore e Corona
La basilica santuario dei Santi Vittore e Corona è un complesso religioso a 3 km da Feltre, nella frazione Anzù, in provincia di Belluno. È monumento nazionale italiano.

## Storia
Arroccata sul monte Miesna, è costituita dalla basilica vera e propria e dall'annesso chiostro del 1495.
La costruzione del santuario fu iniziata nel 1096. La chiesa fu consacrata il 13 maggio 1101 dal vescovo di Feltre Arpone per accogliervi le reliquie dei santi Vittore e Corona, patroni di Feltre e della diocesi di Feltre. Al santuario si affiancò poi un monastero, che ospitò dapprima i fiesolani (1495-1668), quindi i somaschi (1668-1777), infine i minori osservanti (1852-1878).
Il 23 luglio 2002 papa Giovanni Paolo II elevò il santuario alla dignità di basilica minore.

## Descrizione

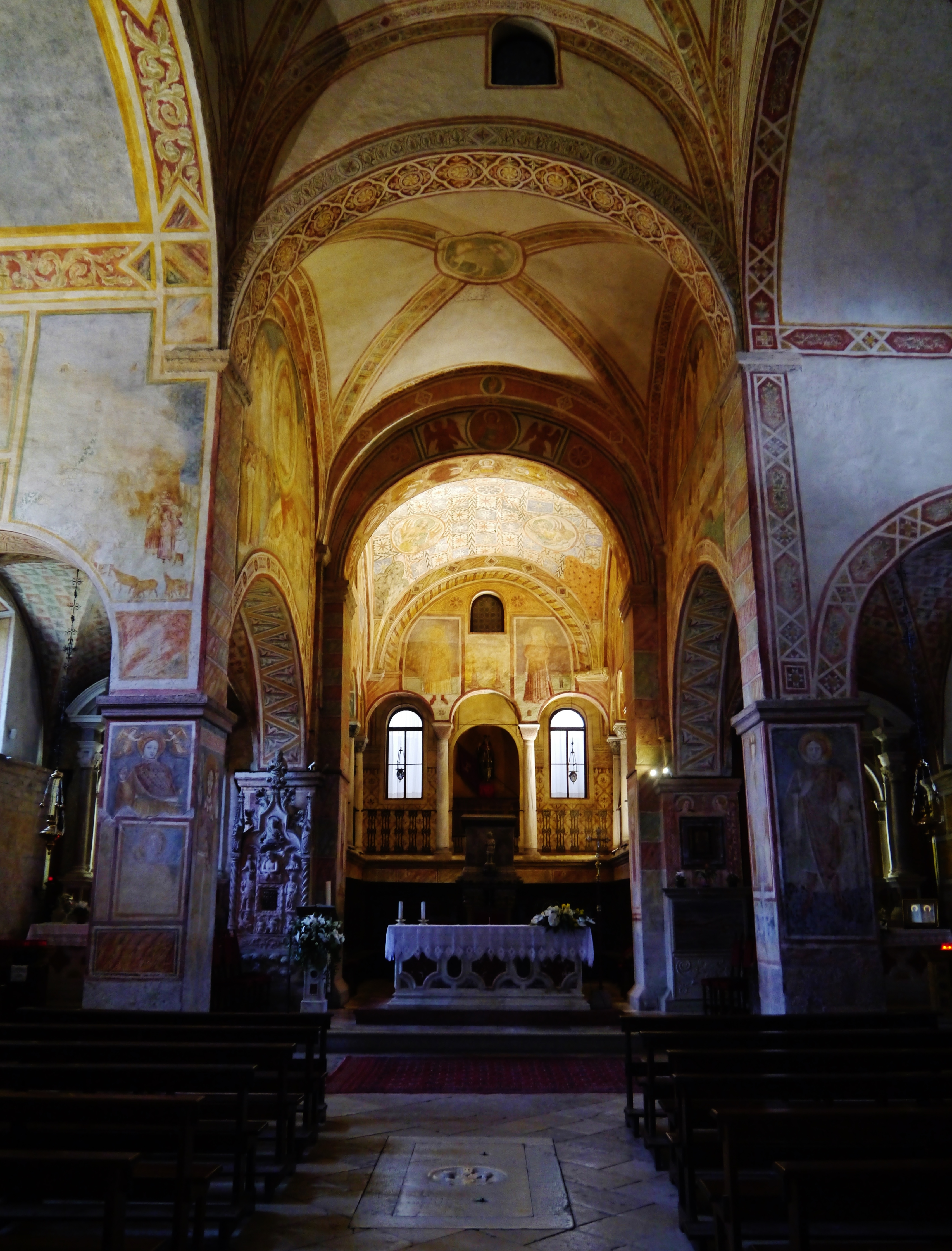
L'interno

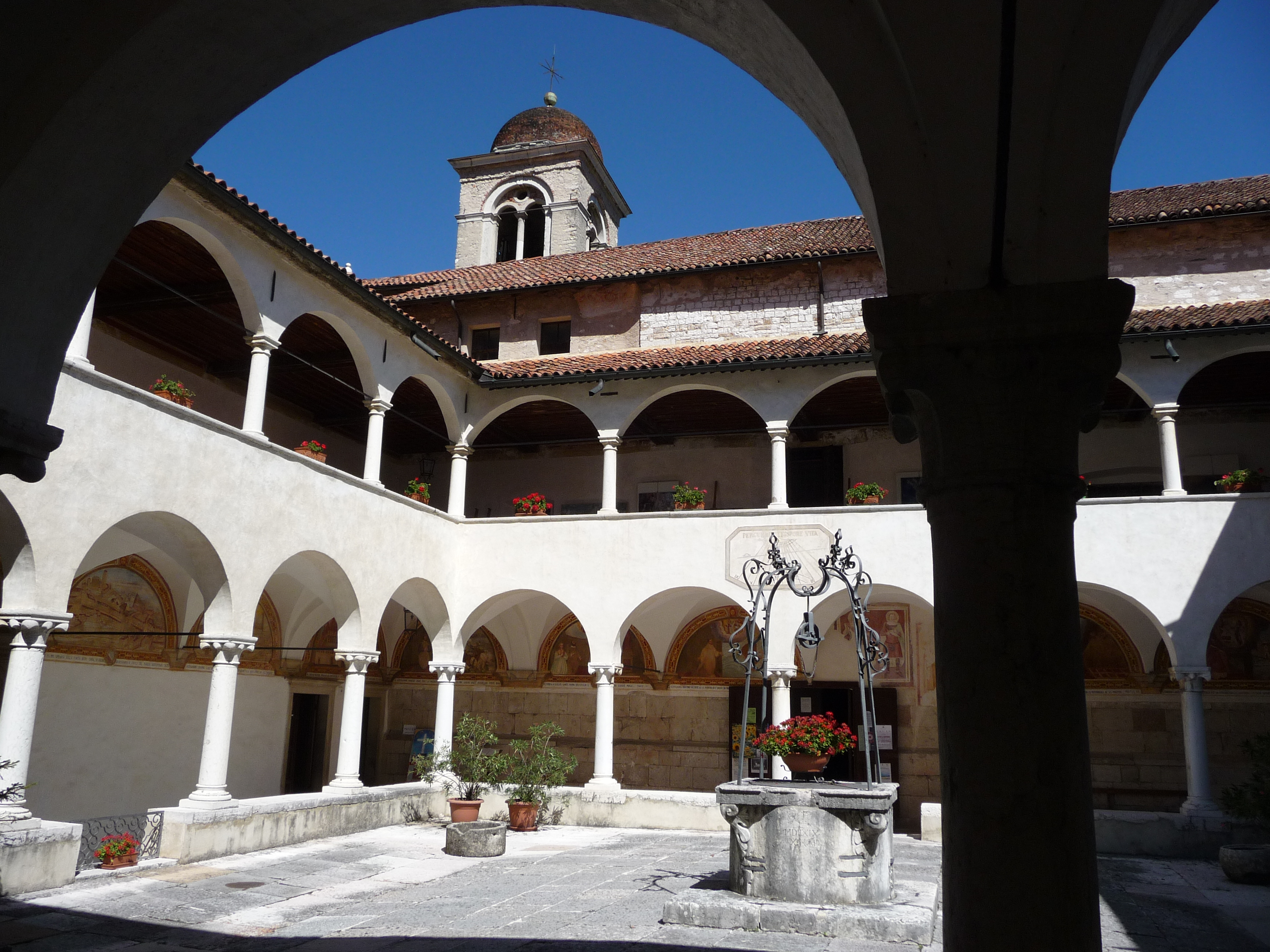
Il chiostro

La basilica è un autentico gioiello del romanico e porta chiari segni di influenze armene ed orientali. Gli interni sono completamente affrescati (XII-XV secolo) con opere di età ottoniana, di scuola giottesca e di allievi di Tommaso da Modena. Spiccano tra le immagini di santi, sulla parete sinistra, l'ultima cena e la storia del martirio dei titolari nel transetto di sinistra. A oriente dell'altare è posto il sarcofago marmoreo dei martiri, sollevato da colonne e ornato da un fregio floreale.
Nella cantoria, a occidente, vi è un antico organo Giovanni Battista De Lorenzi, donato dall'imperatore Francesco Giuseppe d'Austria nel 1861.
Suggestivo l'esterno, con la facciata della basilica, alta e stretta, e la lunga e ripida scalinata.
Nel maggio 2011 è stato riportato da Praga, dov'era custodito, il cranio di San Vittore, e venerato nel santuario fino al maggio 2012.

## Persone legate al santuario
- Giulio Gaio (Lamon, 17 dicembre 1886 – Feltre, 7 gennaio 1992), presbitero, politico e antifascista italiano, nell'arco della sua lunghissima vita fu una delle personalità religiose e politiche più prestigiose del Novecento feltrino. Arciprete per circa 60 anni del santuario, dove c'è la sua tomba con la seguente lapide, Julius Gaio Lamonensis, aulae ae domus rector, 1886-1992.